# Brug 547
Brug 547 in een bouwkundig kunstwerk in het Amsterdamse Bos. Het Amsterdamse Bos maakt deel uit van de gemeente Amstelveen, maar wordt beheerd door de gemeente Amsterdam.
Bij de aanleg van het Amsterdamse Bos werd aan architect Piet Kramer gevraagd bruggen te ontwerpen. Hij kwam rond 1938 met bruggen in de categorieën houten en stenen bruggen. Binnen die categorieën varieerde hij vanuit een basis ontwerp. Deze brug valt in de eerste categorie, maar ze is waarschijnlijk later (1948) gebouwd. Ze wijkt sterk af van de andere houten bruggen, ze bevat nauwelijks bouwkundige interessant details in bijvoorbeeld houtbewerking. Het is wellicht de soberste brug die Kramer voor het bos ontwierp. Ze is alleen bestemd voor voetverkeer.
In 1999 werden alle bruggen in het Amsterdamse Bos door MTD Landschapsarchitecten in opdracht van de gemeente onderzocht op hun cultureel belang. Ze constateerde dat de brug een identiteitsdrager was binnen de bosbruggen. Mede omdat dit bruggetje geheel omgeven wordt door bos. Daar waar andere bruggen uit Kramers oeuvre in het bos enige tijd donkerbruin van geschilderd is dat vermoedelijk bij deze brug nooit het geval geweest, MTD heeft het over een opvallende brug door haar witte kleur. Wel bijzonder aan de voetburg is dat de paden er niet recht op aansluitend, zodat de wandelaar “ineens” met de brug geconfronteerd wordt.
De gemeente Amstelveen deed ook onderzoek om te kijken of de brug, net als meerdere bruggen in het bos, beschermd moest worden door de status gemeentelijk monument. Ze vond de brug wel bijzonder vanwege het ontwerp van Kramer, maar een monument werd het niet, hetgeen weer een bijzonderheid op zich is.
<<< · 500 · 501 ·  503 · 504 · 505 · 506 · 507 · 508 · 509 · 510 · 511 · 512 · 513 · 514 · 515 · 516 · 517 · 518 · 519 · 520 · 521 · 522 · 523 · 525 · 526 · 527 · 528 · 530 · 531 · 532 · 533 · 534 · 535 · 536 · 537 · 538 · 539 · 540 · 541 · 542 · 543 · 544 · 545 · 546 · 547 · 548 · 549 · 550 · 551 · 552 · 553 · 554 · 555 · 556 · 557 · 558 · 559 · 560 · 561 · 562 · 563 · 564 · 565 · 566 · 567 · 569 · 571 · 572 · 573 · 575 · 577 · 578 · 580 · 581 · 582 · 583 · 584 · 586 · 587 · 589 · 590 · 591 · 592 · 593 · 594 · >>>
Brugnummers 502, 524, 529, 568, 570, 574, 576, 579, 585, 588, 595, 596, 597, 598, 599 zijn niet (meer) vergeven.